# Short Circuit
Short Circuit (bra: Short Circuit - O Incrível Robô ou Um Robô em Curto-Circuito; prt: Curto-Circuito) é um filme estadunidense de 1986, dos gêneros comédia/ficção científica, dirigido por John Badham.

## Sinopse
Em uma demonstração de robôs militares, um deles, S.A.I.N.T. Número 5, é atingido por um raio e acaba alcançando sentiência. Ele foge para Astoria, Oregon e recebe asilo de uma cuidadora de animais, Stephanie Speck, onde desenvolve melhor seus conhecimentos e linguagem.

## Elenco
- Ally Sheedy...Stephanie Speck
- Steve Guttenberg...Newton Crosby, PhD
- Fisher Stevens...Ben Jahrvi
- Austin Pendleton... Dr. Howard Marner
- Tim Blaney...Número 5 (Voz)
- G. W. Bailey... Captain Skroeder

## Refilmagem
Em 2011, a Dimension Films adquiriu os direitos para um remake de Short Circuit; inicialmente, a direção ficaria a cargo de Tim Hill.